# One Piece Film: Strong World
One Piece Film: Strong World  (ワンピースフィルム ストロングワールド  Wan Pīsu Firumu: Sutorongu Wārudo?), o simplemente Strong World  (ストロングワールド  Sutorongu Wārudo?), es la décima película basada en el manga de piratas One Piece de Eiichiro Oda, y la primera cuya historia fue desarrollada por el propio creador. Fue estrenada el 12 de diciembre de 2009.

## Argumento
Para entender esta película es necesario leer el Capítulo 0 del manga (del cual también fue adaptado un OVA titulado como Episodio 0), donde el antagonista Shiki comienza sus planes que termina llevando a cabo en la película.
Shiki usa sus poderes de la Fruta del Diablo que le da la capacidad de hacer levitar objetos inanimados para atacar ciudades, piratas y flotas de la Marina y llamar la atención del Vicealmirante Monkey D. Garp y el Almirante de la Flota Sengoku, responsables de la captura y ejecución del antiguo Rey de los Piratas, Gol D. Roger.
Shiki tiene su propia isla flotante, a la cual invita a Monkey D. Luffy y su tripulación, pero se dan cuenta de que lo único que Shiki quiere de ellos es la habilidad de Nami como navegante y previsora del tiempo atmosférico, habilidades vitales para el plan de conquista desde su isla voladora que Shiki pretende llevar a cabo.
En dicha isla habitan multitud de animales genéticamente mejorados, convertidos en auténticos monstruos con los que la tripulación de Luffy debe luchar. No obstante, el único que puede pararle los pies a Shiki es el propio Luffy, que avanza a través de la isla mientras sus tripulantes se abren camino para rescatar a Nami.

## Doblaje y Personajes
| Personaje            | Voz en japonés   | Voz en castellano      | Voz en latino     |
| -------------------- | ---------------- | ---------------------- | ----------------- |
| Monkey D. Luffy      | Mayumi Tanaka    | Jaime Roca             | Mireya Mendoza    |
| Roronoa Zoro         | Kazuya Nakai     | Jorge Saudinós         | Dafnis Fernández  |
| Nami                 | Akemi Okamura    | Diana Torres           | Georgina Sánchez  |
| Usopp                | Kappei Yamaguchi | Pepe Carabias          | Alejandro Orozco  |
| Sanji                | Hiroaki Hirata   | Alfredo Martínez       | Noé Velázquez     |
| Tony Tony Chopper    | Ikue Ōtani       | Luis Vicente Ivars     | Nallely Solis     |
| Nico Robin           | Yuriko Yamaguchi | Rosa Campillo          | Kerygma Flores    |
| Franky               | Kazuki Yao       | Miguel Ángel Pérez     | Alfonso Obregón   |
| Brook                | Chō              | José Posada            | Óscar Flores      |
| Monkey D. Garp       | Hiroshi Naka     | Pepe Antequera         | Eduardo Liñán     |
| Sengoku              | Takkou Ishimori  | Boris Sanz             | Gerardo Vásquez   |
| Shiki el León Dorado | Naoto Takenaka   | Rafael Ordóñez Arrieta | Enrique Cervantes |
| Dr. Indigo           | Ryusei Nakao     | José Luis Siruana      | Edson Matus       |
| Scarlet              | Banjō Ginga      |                        | Abraham Vega      |
| Kitajima             | Kōsuke Kitajima  |                        |                   |
| Ever                 | Aiko Kaitō       | Silvia Cabrera         | Alessia Becerril  |
| Xiao                 | Wasabi Mizuta    | Eva Bau                | María José Moreno |
| Madre de Xiao        | Mika Doi         | Rosa López             | Elsa Covián       |
| Abuela de Xiao       | Hisako Kyōda     | Mabel Jiménez          | Andrea Coto       |

## EnEspaña
En España fue lanzada en formato doméstico el 30 de noviembre de 2016 en castellano y japonés con subtítulos en castellano.

## Música
Tema de cierre (ending)
- "Fanfare" por Mr. Children